# Герберт Брюнінггаус
Герберт Брюнінггаус (нім. Herbert Brüninghaus; 11 жовтня 1910, Зіген — 13 квітня 1987) — німецький офіцер-підводник, капітан-лейтенант крігсмаріне.

## Біографія
В 1931 році вступив на флот. З жовтня 1938 по червень 1941 року — старший штурман в флотилії підводних човнів «Гундіус». З жовтня 1941 по серпень 1942 і з вересня по 19 жовтня 1942 року — командир U-6, з 20 жовтня 1942 по 18 січня 1943 року — U-148, з 1 травня по 30 вересня 1943 року — U-1059. З жовтня 1943 по 8 травня 1945 року — морський радник і комендант порту Гели.

## Звання
- Оберлейтенант-цур-зее (1 жовтня 1942)
- Капітан-лейтенант (1 квітня 1945)

## Нагороди
- Залізний хрест
  - 2-го класу (17 грудня 1939)
  - 1-го класу (1940)
- Нагрудний знак підводника (6 квітня 1940)